# Daniël Arends
Daniël Joko Erik Arends (Jakarta, 15 oktober 1979) is een Nederlandse stand-upcomedian en cabaretier van Indonesische afkomst. Hij groeide op bij zijn adoptieouders in Bussum.
Tijdens zijn opleiding op de Academie voor Kleinkunst van Amsterdam was hij een van de cabaretiers van de cabaretgroep "Vier Gasten". Sinds 2003 maakt Arends deel uit van de groep cabaretiers van de Comedytrain. In november 2006 won hij de jury- en publieksprijs van het cabaretfestival Cameretten en in het jaar daarna was hij op de televisie te zien in de serie Comedytrain presenteert. In 2013 speelde hij een van de hoofdrollen in de film Bro's Before Ho's.
In 2021 was Arends als teamleider te zien bij het satirische nieuwsprogramma Dit was het nieuws. Voor dat programma werkte hij samen met presentator Harm Edens en teamleider Jan Jaap van der Wal.

## Shows
- 2005: Dubbelprogramma Comedytrain
- 2006: Nu we er toch zijn (Cameretten)
- 2006-2008: Joko 79
- 2008-2010: Geen excuses
- 2010-2012: Blessuretijd
- 2012-2014: De zachte heelmeester
- 2014-2016: Carte Blanche
- 2016-2018: De Afterparty
- 2018-2020: Meer van hetzelfde
- 2021-heden: Thuis praat ik bijna nooit[3]
- 2021-heden: God is mijn rechter[4]
- 2024-heden: High Class Bitch
- 2024-heden: Had ik maar nooit zo aardig gedaan[5]

## Films
| Titel             | Rol   | Jaar |
| ----------------- | ----- | ---- |
| Bro's Before Ho's | Jules | 2013 |